# Апостол Куарт
Апостол Куарт (Кварт; лат. Quartus) је био један од седамдесет Христових апостола. Апостол Павле га спомиње у својој Посланици Римљанима (Рим 16,23). 
Био је Епископ града Берита (Бејрут).
Православна црква га прославља 10. новембра по јулијанском календару.